# Mathias Bernardi
Pour les articles homonymes, voir Bernardi.
Mathias Bernardi est un écrivain français, né en 1976 à Nevers. Il est l'auteur de trois romans policiers parus aux éditions Jean-Claude Lattès et aux éditions du Masque. Il reçoit en 2015 le prix du roman d'aventures pour son ouvrage Toxic Phnom Penh.

## Biographie
Passionné d'histoire, il entreprend des études de droit dans sa ville natale qu'il poursuit à Paris, puis au Canada. À partir de 2002, il travaille comme haut fonctionnaire au ministère de la Défense et occupe un poste à l'ambassade de France au Cambodge, à Phnom Penh.
Il amorce une carrière en littérature avec la publication de La Ville sans regard (2008), un thriller historique, qui se déroule durant la Seconde Guerre mondiale, dont le récit est centré sur la spoliation des œuvres d'art appartenant à des familles juives par la Gestapo française. En 2011 paraît Après les hommes, un thriller d'anticipation.
Il remporte le prix de Roman d'aventures à la parution en 2015 de Toxic Phnom Penh, qui permet à l'auteur de revenir sur son expérience au Cambodge. Il s'agit d'un roman policier où un policier français, assisté d'un jeune policier cambodgien, enquête sur un trafic de faux médicaments. 

## Œuvres

### Romans
- La Ville sans regard, éditions Jean-Claude Lattès (2008)
- Après les hommes, éditions Jean-Claude Lattès (2011)
- Toxic Phnom Penh, éditions du Masque, coll. « Masque poche » no 67 (2015)

## Récompenses et distinctions
- En 2006, La Ville sans regard remporte le prix spécial du jury dans le cadre du prix du Manuscrit Technikart et est sélectionné pour le prix du roman policier du magazine Le Nouvel Observateur (édition 2009).

- Toxic Phnom Penh reçoit en 2015 le prix du roman d'aventures.